# Lenny Pintor
Lenny Jean-Pierre Pintor (París, Francia, 5 de agosto de 2000) es un futbolista francés que juega como delantero en el LASK de la Bundesliga.

## Trayectoria
El 22 de agosto de 2017 firmó su primer contrato profesional con el Stade Brest 29 por tres años, llegando desde el S. C. Bastia. Debutó como profesional con el Brest el 15 de diciembre de 2017 en una victoria por 4-1 en la Ligue 2 contra el U. S. Quevilly-Rouen Métropole, con 17 años.
El 31 de agosto de 2018, el último día de la ventana de transferencias de verano, se unió al Olympique de Lyon con un contrato de cinco años. El Brest recibió 5 millones de euros por el traspaso, más 4 millones de euros en primas y un porcentaje sobre la reventa.
Marcó en su debut en la Liga Juvenil de la UEFA en una victoria a domicilio contra el Manchester City. También marcó en su segundo partido de la competición contra el Shaktar Donetsk. Debutó con el Olympique de Lyon el 19 de octubre de 2018, sustituyendo a Memphis Depay en el tiempo de descuento de la victoria por 2-0 contra el Nîmes Olympique F. C.[cita requerida]
El 4 de agosto de 2022 se unió al A. S. Saint-Étienne con un contrato de dos años. Completó uno de ellos y en junio de 2023 se marchó al LASK Linz.

## Selección nacional
Representó a Francia en la Copa Mundial de Fútbol Sub-17 de 2017, y marcó en la derrota en octavos de final ante España sub-17 el 17 de octubre de 2017.

## Vida personal
Nacido en Francia metropolitana, es de origen martiniqués.

## Estadísticas

### Clubes
Actualizado al último partido disputado el 20 de octubre de 2024.
| Club                           | Div.          | Temporada     | Liga  | Liga  | Copas nacionales | Copas nacionales | Copas internacionales | Copas internacionales | Total | Total |
| Club                           | Div.          | Temporada     | Part. | Goles | Part.            | Goles            | Part.                 | Goles                 | Part. | Goles |
| ------------------------------ | ------------- | ------------- | ----- | ----- | ---------------- | ---------------- | --------------------- | --------------------- | ----- | ----- |
| S. C. Bastia II Francia        | 5.ª           | 2016-17       | 1     | 0     | —                | —                | —                     | —                     | 1     | 0     |
| S. C. Bastia II Francia        | Total club    | Total club    | 1     | 0     | 0                | 0                | 0                     | 0                     | 1     | 0     |
| Stade Brest 29 II Francia      | 5.ª           | 2017-18       | 9     | 5     | —                | —                | —                     | —                     | 9     | 5     |
| Stade Brest 29 II Francia      | Total club    | Total club    | 9     | 5     | 0                | 0                | 0                     | 0                     | 9     | 5     |
| Stade Brest 29 Francia         | 2.ª           | 2017-18       | 5     | 0     | 0                | 0                | —                     | —                     | 5     | 0     |
| Stade Brest 29 Francia         | 2.ª           | 2018-19       | 1     | 0     | 1                | 0                | —                     | —                     | 2     | 0     |
| Stade Brest 29 Francia         | Total club    | Total club    | 6     | 0     | 1                | 0                | 0                     | 0                     | 7     | 0     |
| Olympique de Lyon II Francia   | 4.ª           | 2018-19       | 11    | 4     | —                | —                | —                     | —                     | 11    | 4     |
| Olympique de Lyon Francia      | 1.ª           | 2018-19       | 1     | 0     | 1                | 0                | 0                     | 0                     | 2     | 0     |
| Olympique de Lyon Francia      | Total club    | Total club    | 1     | 0     | 1                | 0                | 0                     | 0                     | 2     | 0     |
| E. S. Troyes A. C. II Francia  | 5.ª           | 2019-20       | 1     | 0     | —                | —                | —                     | —                     | 1     | 0     |
| E. S. Troyes A. C. II Francia  | Total club    | Total club    | 1     | 0     | 0                | 0                | 0                     | 0                     | 1     | 0     |
| E. S. Troyes A. C. Francia     | 2.ª           | 2019-20       | 18    | 4     | 0                | 0                | —                     | —                     | 18    | 4     |
| E. S. Troyes A. C. Francia     | 2.ª           | 2020-21       | 12    | 3     | 1                | 0                | —                     | —                     | 13    | 3     |
| E. S. Troyes A. C. Francia     | Total club    | Total club    | 30    | 7     | 1                | 0                | 0                     | 0                     | 31    | 7     |
| Olympique de Lyon II Francia   | 4.ª           | 2020-21       | 2     | 0     | —                | —                | —                     | —                     | 2     | 0     |
| Olympique de Lyon II Francia   | 4.ª           | 2021-22       | 3     | 0     | —                | —                | —                     | —                     | 3     | 0     |
| Olympique de Lyon II Francia   | Total club    | Total club    | 16    | 4     | 0                | 0                | 0                     | 0                     | 16    | 4     |
| A. S. Saint-Étienne Francia    | 2.ª           | 2022-23       | 21    | 1     | 1                | 0                | —                     | —                     | 22    | 1     |
| A. S. Saint-Étienne Francia    | Total club    | Total club    | 21    | 1     | 1                | 0                | 0                     | 0                     | 22    | 1     |
| A. S. Saint-Étienne II Francia | 5.ª           | 2022-23       | 1     | 0     | —                | —                | —                     | —                     | 1     | 0     |
| A. S. Saint-Étienne II Francia | Total club    | Total club    | 1     | 0     | 0                | 0                | 0                     | 0                     | 1     | 0     |
| LASK · Austria                 | 1.ª           | 2023-24       | 21    | 0     | 2                | 0                | 1                     | 0                     | 24    | 0     |
| LASK · Austria                 | 1.ª           | 2024-25       | 6     | 0     | 1                | 0                | 2                     | 0                     | 9     | 0     |
| LASK · Austria                 | Total club    | Total club    | 27    | 0     | 3                | 0                | 3                     | 0                     | 33    | 0     |
| Total carrera                  | Total carrera | Total carrera | 113   | 17    | 7                | 0                | 3                     | 0                     | 123   | 17    |